# Rue Desnouettes
La rue Desnouettes est une voie située dans le quartier Saint-Lambert du 15e arrondissement de Paris.

## Situation et accès
La rue Desnouettes commence au niveau du 352 de la rue de Vaugirard et de la place Henri-Rollet pour finir au 27 du boulevard Victor en donnant sur la porte d'Issy.
Le quartier est desservi par la ligne de métro 12 à la station Porte de Versailles.
La ligne de tramway T3a a un arrêt, Desnouettes, à la fin de la rue.

## Origine du nom

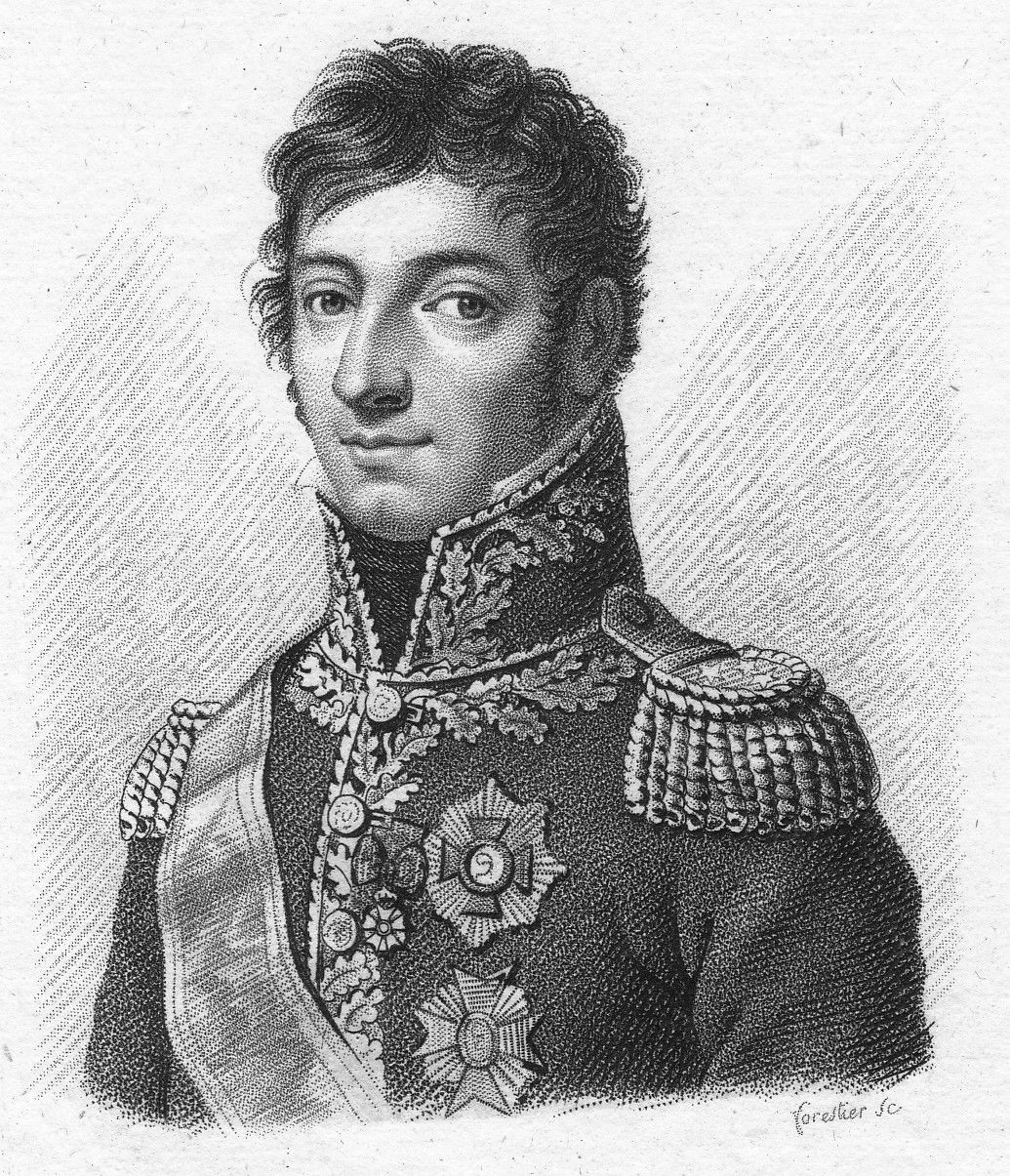
Charles Lefebvre-Desnouettes.

Elle porte le nom du général d’Empire comte Charles Lefebvre-Desnouettes (1773-1822).

## Historique
Cette voie ancienne est indiquée sur le plan Roussel de 1730.
Alors sur la commune de Vaugirard, elle porte, de 1837 à 1864, le nom de « rue Notre-Dame », et prend par décret du 28 août 1864 celui de « rue Desnouettes », en raison du voisinage de l'ancienne route Militaire. 
Ligne de Petite Ceinture : la rue Desnouettes est la seule rue de Paris traversée par un double pont-rail dont les deux tabliers ne sont pas à la même hauteur par rapport à la chaussée, ponts qui, de plus, n'ont pas été construits à la même époque mais à plusieurs dizaines d'années d'intervalle. Depuis 2013, ces ponts sont accessibles aux piétons par la Petite Ceinture du 15e. Le pont le moins haut est celui de l'ancien raccordement entre la Petite Ceinture et les ateliers du métro parisien de Vaugirard qui comportait un passage à niveau plus loin rue Desnouettes, détruit en 2011.

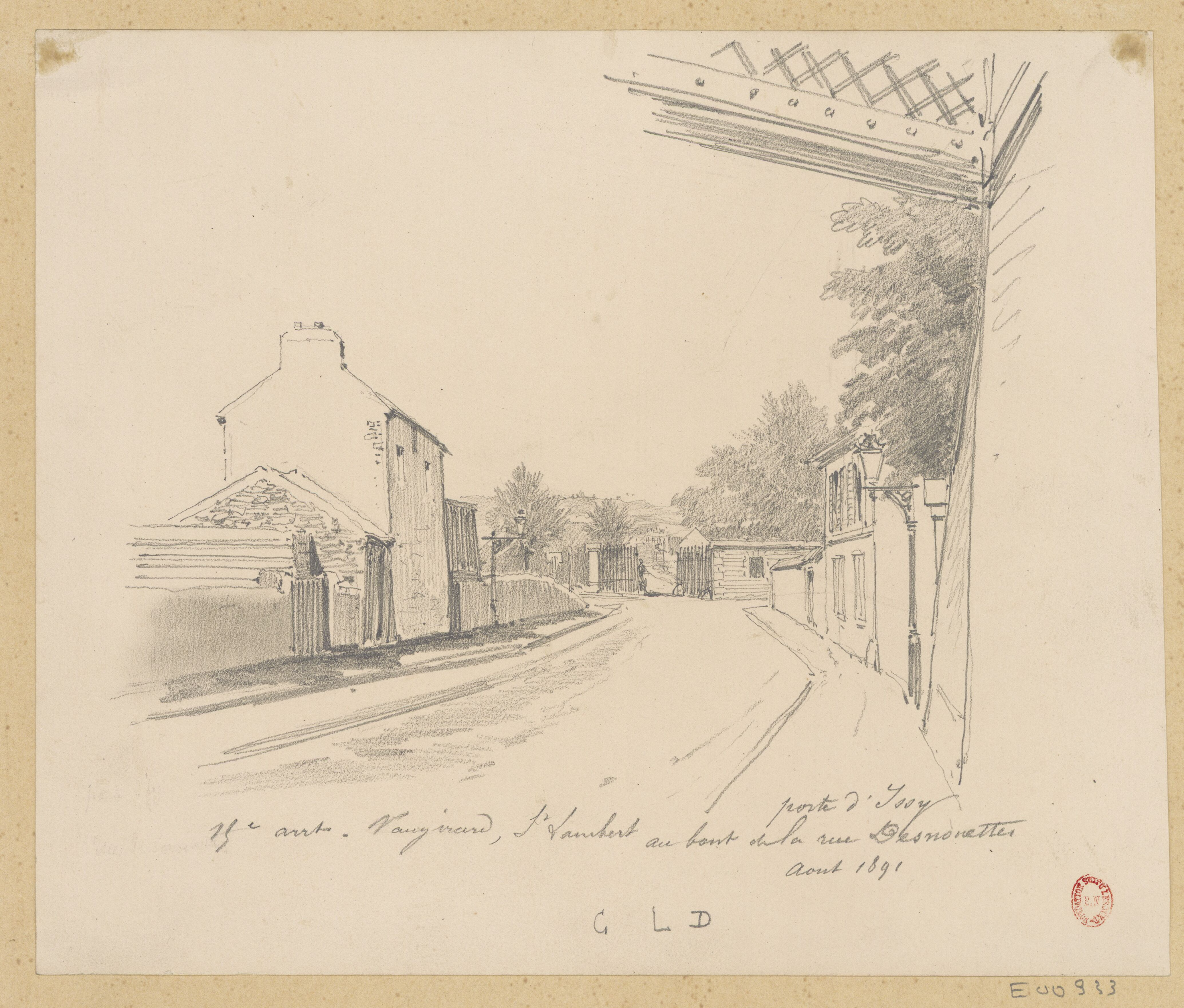
Le haut de la rue et la porte d'Issy en 1891 (dessin de Jules-Adolphe Chauvet).
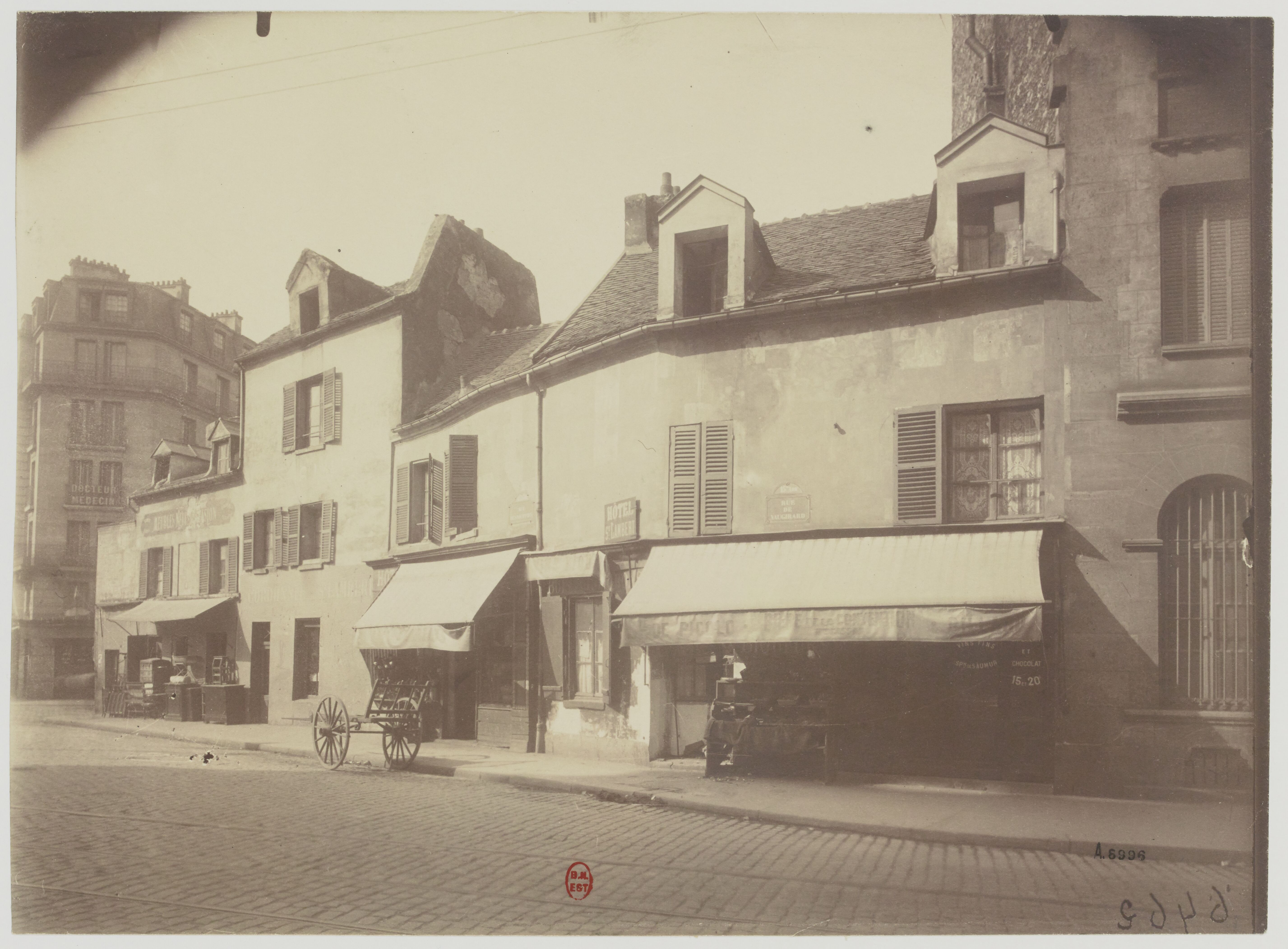
Vue des nos 2 et 4 au début du XXe siècle (photographie d'Eugène Atget).
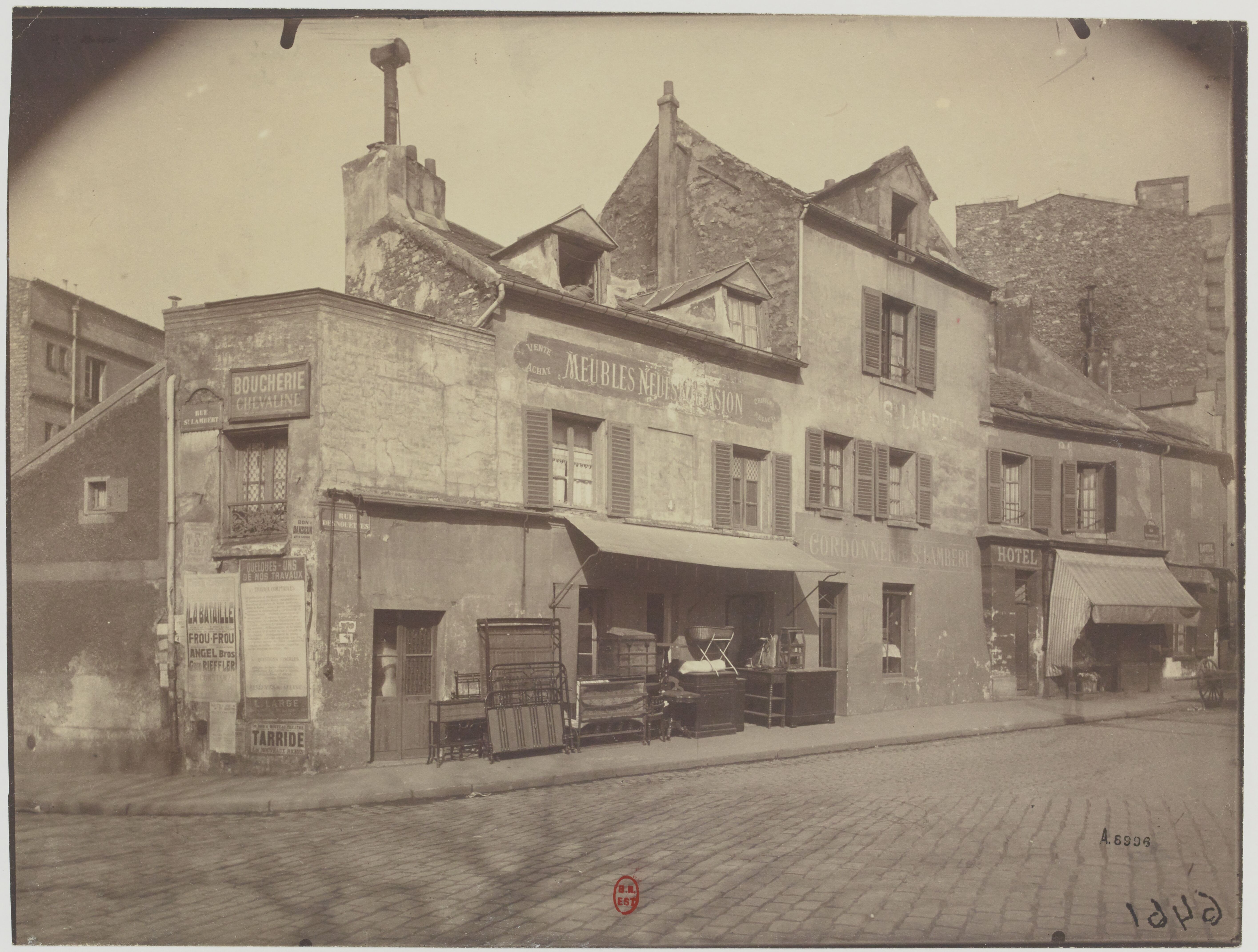
Autre vue des nos 2 et 4.
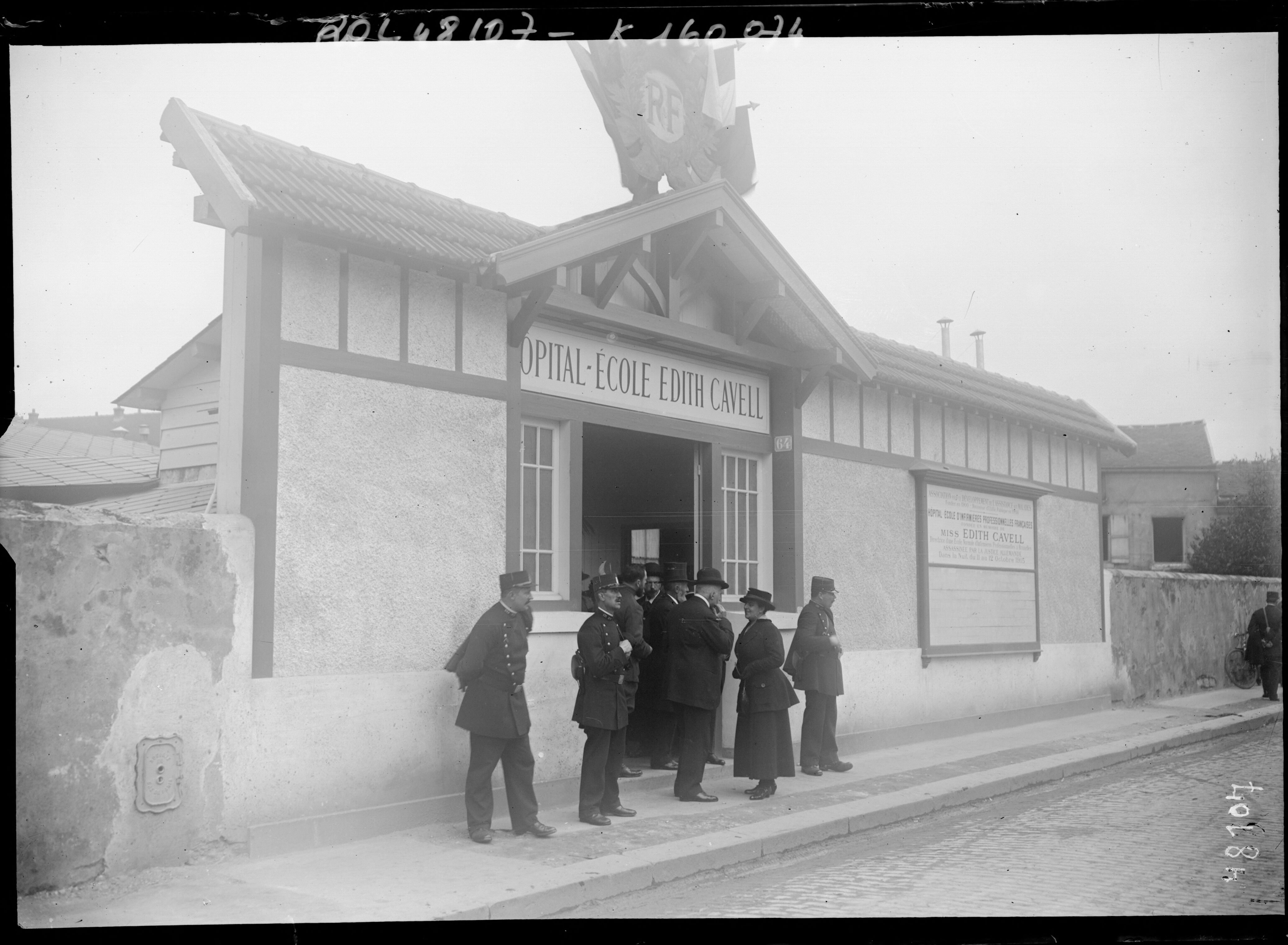
No 64 : inauguration de l'hôpital-école Edith Cavell le 11 octobre 1916.

## Bâtiments remarquables et lieux de mémoire
- Nos 17-23 (démoli) : l'usine Henry-Lepaute produisant de l'horlogerie et des lentilles de phares s'installe à cette adresse au XIXe siècle ; elle fonctionne en lien avec le dépôt du Trocadéro du Service des phares et balises. L'usine est détruite en mars 1952 dans un incendie[1],[2]. Un ensemble immobilier l'a remplacée.
- No 43 bis : immeuble construit en 2012 par l’architecte Emmanuel Saadi abritant le Poste de commandement centralisé de la ligne 12 du métro et 47 logements sociaux[3].
- No 56 : maison Sainte-Germaine des sœurs hospitalières du Sacré-Cœur de Jésus.
- No 62 : à cette adresse se trouve pendant la Première Guerre mondiale l’hôpital-école Edith-Cavell, qui forme des infirmières militaires destinées aux hôpitaux complémentaires et porte le nom d’Edith Cavell, infirmière anglaise capturée par les Allemands en 1915 et fusillée à Bruxelles[4].
- No 64 : en 1921, Adolphe Pinard fonde ici l'école de puériculture de la faculté de médecine de Paris[5], qui a déménagé depuis au boulevard Brune.

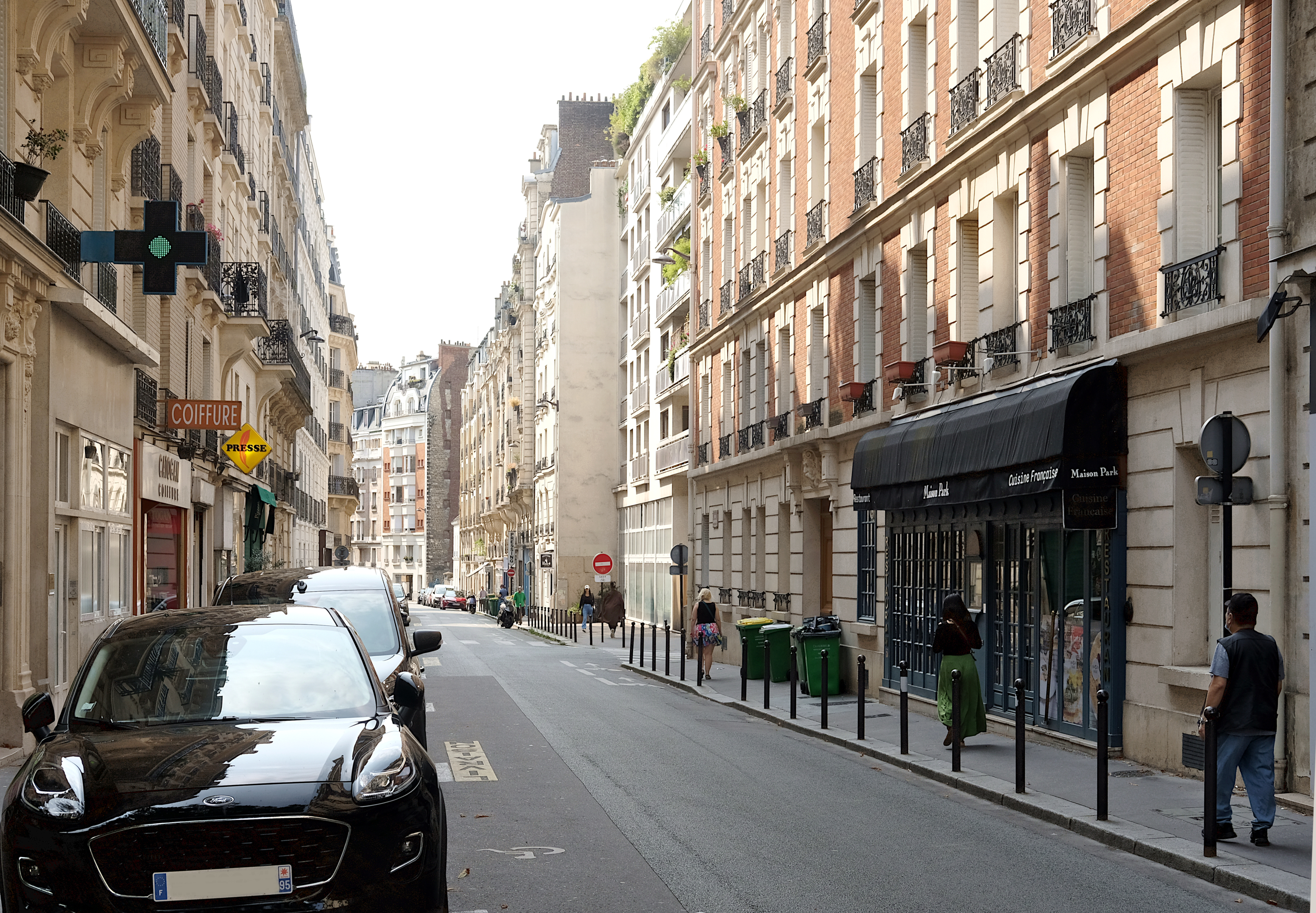
La rue vue depuis la rue de Vaugirard.
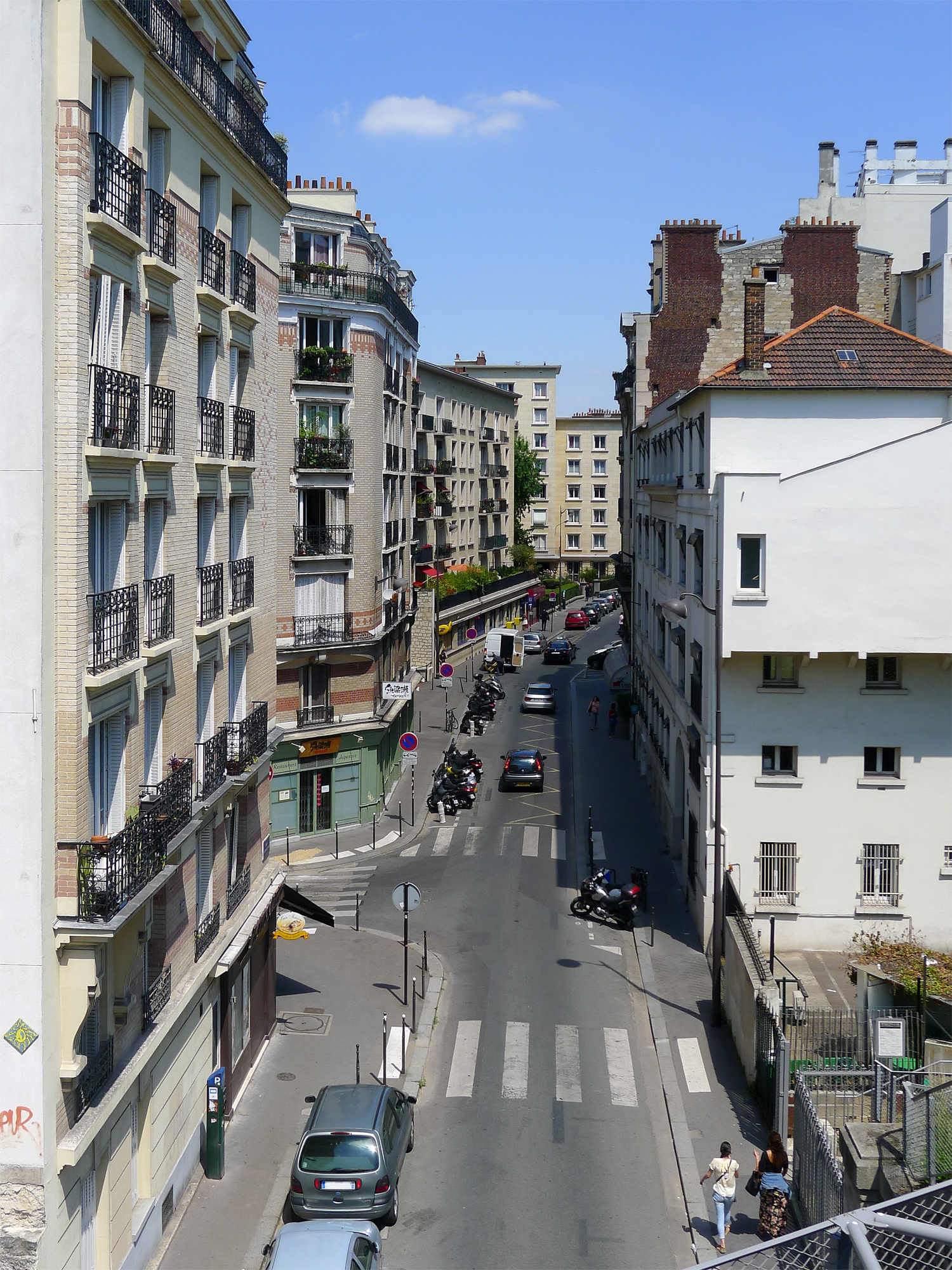
Vers le nord.
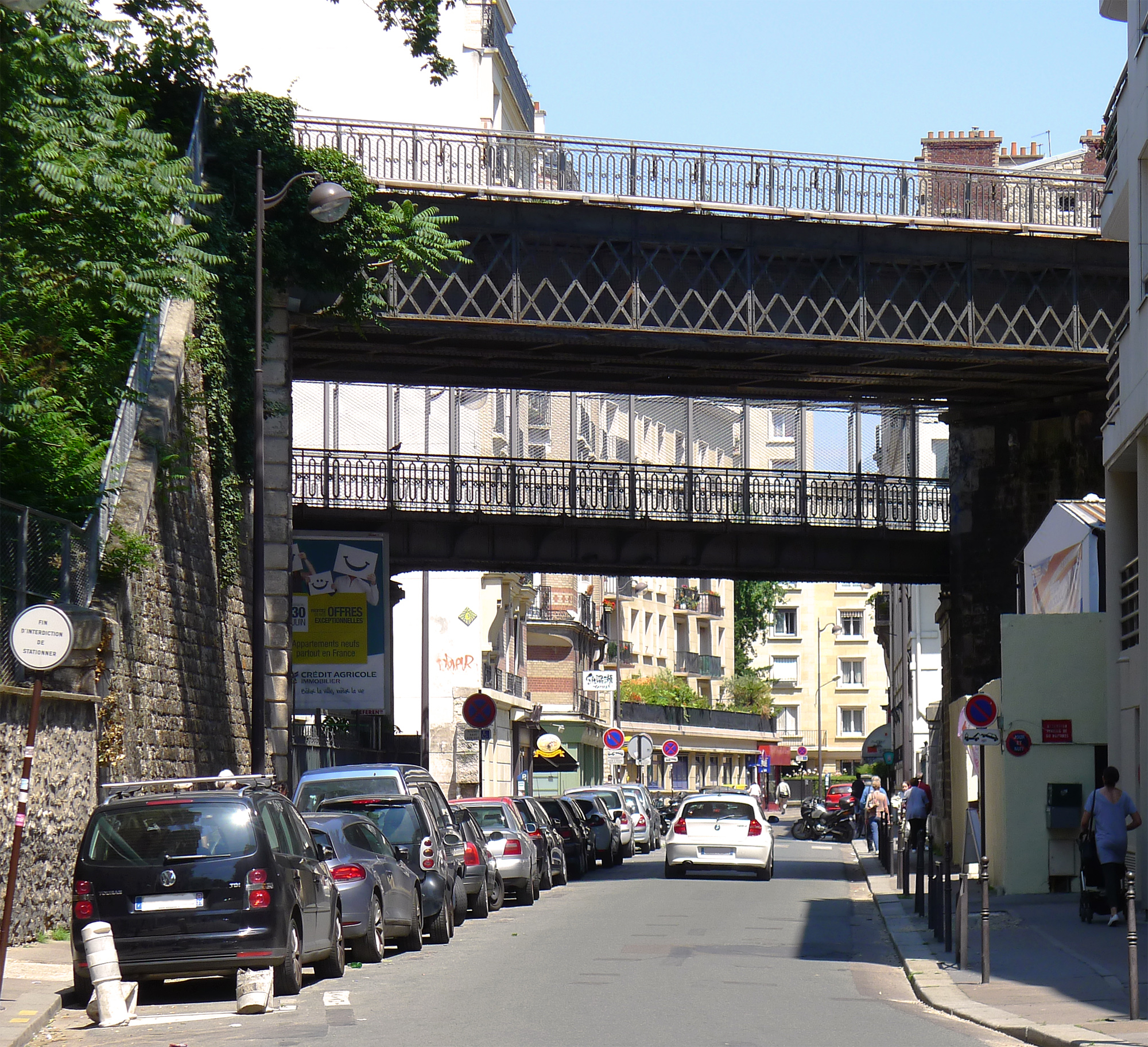
Le double pont de la ligne de Petite Ceinture.
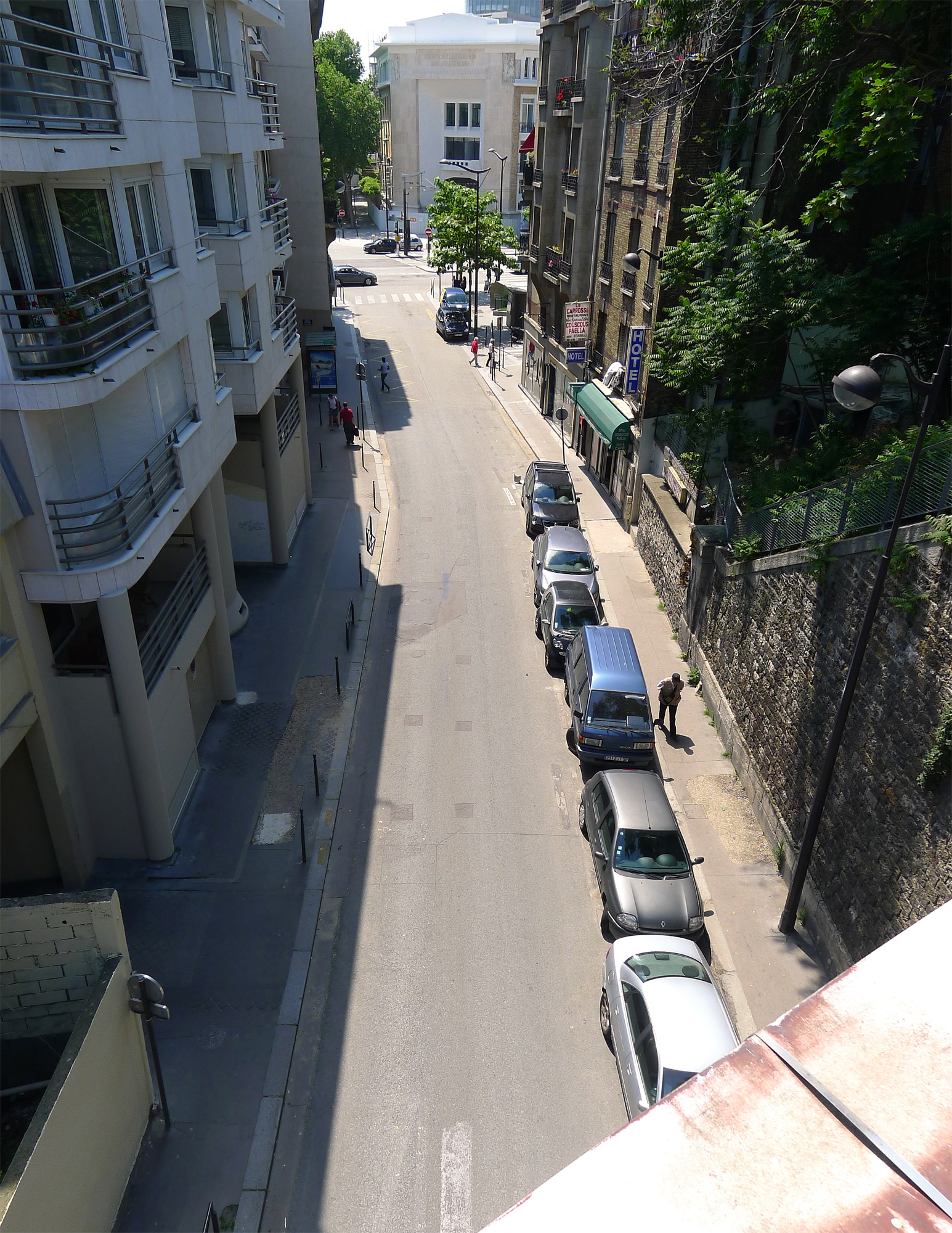
Vers le sud ; en arrière-plan, la porte d'Issy.
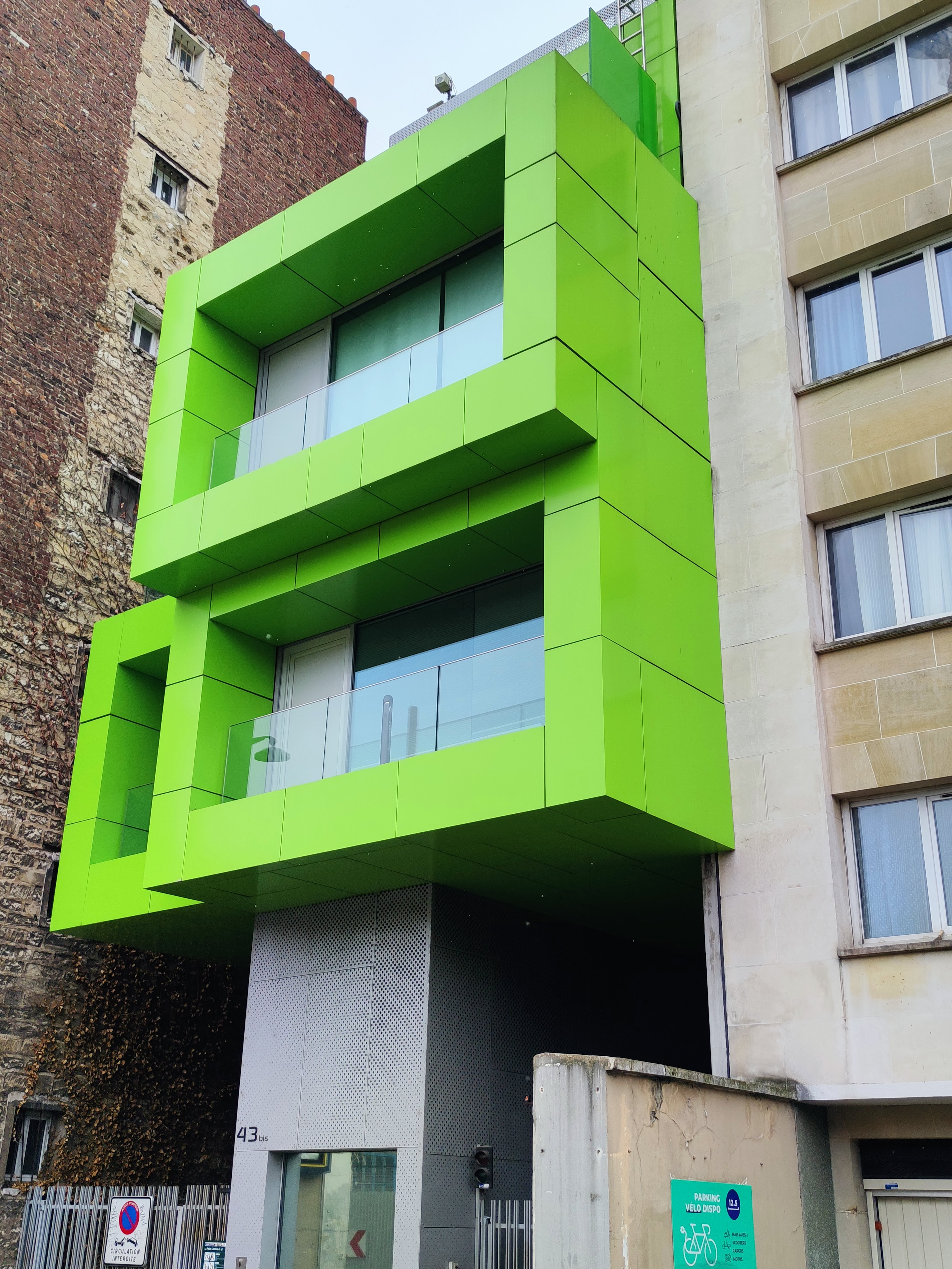
No 43 bis.
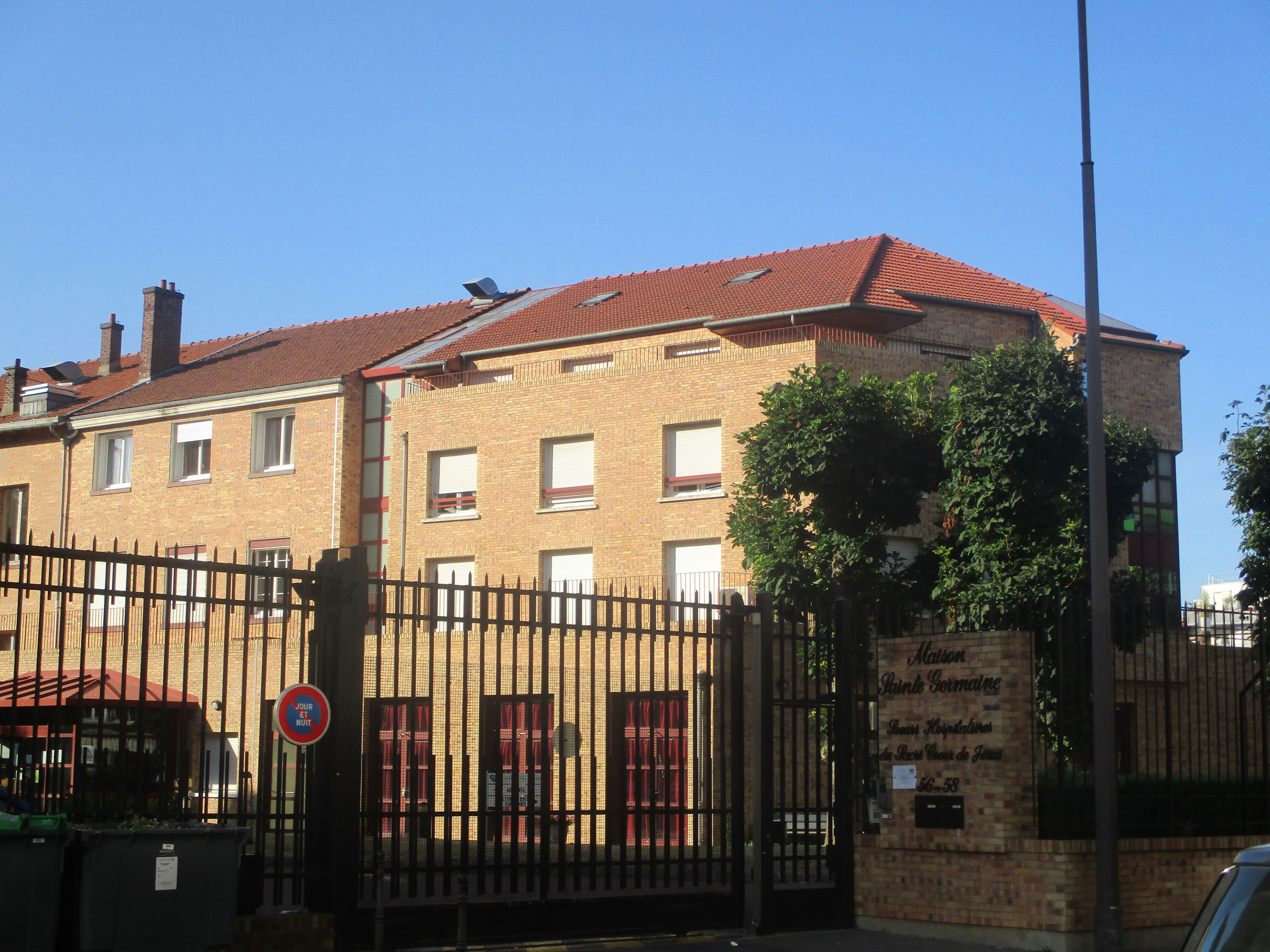
No 56 : entrée de la maison Sainte-Germaine.